# Szwajcaria na Letnich Igrzyskach Olimpijskich 1984
Szwajcarię na Letnich Igrzyskach Olimpijskich 1984 reprezentowało 129 zawodników, 102 mężczyzn i 27 kobiet. Reprezentacja zdobyła siedem medali: cztery srebrne i cztery brązowe, co dało jej 26. miejsce w klasyfikacji.

## Medale
| Medal  | Zawodnik                                                     | Dyscyplina    | Konkurencja                          |
| ------ | ------------------------------------------------------------ | ------------- | ------------------------------------ |
| Srebro | Amy-Cathérine de Bary, Otto Hofer, Christine Stückelberger   | Jeździectwo   | Ujeżdżenie drużynowo                 |
| Srebro | Alfred Achermann, Richard Trinkler, Laurent Vial, Benno Wiss | Kolarstwo     | Drużynowa jazda na czas              |
| Srebro | Markus Ryffel                                                | Lekkoatletyka | Bieg na 5000 m                       |
| Srebro | Daniel Nipkow                                                | Strzelectwo   | Karabin małokalibrowy 3 postawy 50 m |
| Brąz   | Otto Hofer                                                   | Jeździectwo   | Ujeżdżenie indywidualnie             |
| Brąz   | Heidi Robbiani                                               | Jeździectwo   | Skoki przez przeszkody indywidualnie |
| Brąz   | Étienne Dagon                                                | Pływanie      |                                      |
| Brąz   | Hugo Dietsche                                                | Zapasy        | Skoki przez przeszkody indywidualnie |